# Vinyltributylzinn
Vinyltributylzinn ist eine chemische Verbindung aus der Gruppe der zinnorganischen Verbindungen.

## Gewinnung und Darstellung
Vinyltributylzinn kann durch Reaktion von Tributylzinnchlorid oder Bis(tributylzinn)oxid mit Vinylmagnesiumchlorid gewonnen werden. Derivate des Vinyltributylzinns können durch Pyrolyse von Alkyltributylzinnacetaten bei hohen Temperaturen gewonnen werden.

## Eigenschaften
Vinyltributylzinn ist eine farblose Flüssigkeit, die löslich in Chloroform ist.

## Verwendung
Vinyltributylzinn kann als Vinyl-Nucleophil für Bromacetylene und Bromaromaten verwendet werden.